# Paullo
Paullo là một đô thị ở tỉnh Milano, vùng Lombardia của Italia, khoảng16 km về phía đông nam của Milano. Tại thời điểm ngày 31 tháng 12 năm 2004, đô thị này có dân số 10.359 và diện tích là 8,9 km².
Paullo giáp các đô thị: Mediglia, Merlino, Mulazzano, Settala, Tribiano, Zelo Buon Persico.